# Basler Sportclub Old Boys 2017-2018
Questa voce raccoglie le informazioni riguardanti il Basler Sportclub Old Boys nelle competizioni ufficiali della stagione 2017-2018.

## Stagione
Nella stagione 2017-2018 l'Old Boys Basilea, allenato da Aziz Sayilir, concluse il campionato di Promotion League al 14º posto.

## Rosa
| N. |                     | Ruolo | Calciatore         |
| -- | ------------------- | ----- | ------------------ |
| 1  | Francia (bandiera)  | P     | Florian Fioux      |
| 3  | Turchia (bandiera)  | D     | Kaan Sevinc        |
| 4  | Turchia (bandiera)  | C     | Serkan Şahin       |
| 5  | Svizzera (bandiera) | C     | Valentin Mbarga    |
| 6  | Svizzera (bandiera) | D     | Edonis Asani       |
| 7  | Svizzera (bandiera) | D     | Vincent Leuthard   |
| 8  | Svizzera (bandiera) | C     | Adrian Fleury      |
| 9  | Kosovo (bandiera)   | A     | Artan Shillova     |
| 10 | Kosovo (bandiera)   | A     | Mergim Ahmeti      |
| 11 | Svizzera (bandiera) | A     | Pascal Rietmann    |
| 12 | Svizzera (bandiera) | D     | Rafael Disler      |
| 14 | Svizzera (bandiera) | A     | Deny Gomes         |
| 15 | Kosovo (bandiera)   | A     | Luftëtar Mushkolaj |
| 16 | Germania (bandiera) | D     | Antonio Fischer    |
| 17 | Kosovo (bandiera)   | D     | Kaltrim Osaj       |
| 18 | Svizzera (bandiera) | D     | Dugagjin Dedaj     |

| N. |                                 | Ruolo | Calciatore        |
| -- | ------------------------------- | ----- | ----------------- |
| 20 | Svizzera (bandiera)             | C     | Onur Akbulut      |
| 21 | Turchia (bandiera)              | C     | Emre Şahin        |
| 22 | Svizzera (bandiera)             | C     | Marius Blatter    |
| 23 | Svizzera (bandiera)             | D     | Loic Limanaj      |
| 24 | Italia (bandiera)               | C     | Leonardo Farenga  |
| 25 | Svizzera (bandiera)             | D     | Janic Cucinelli   |
| 27 | Germania (bandiera)             | C     | Serkan Korkmaz    |
| 28 | Svizzera (bandiera)             | P     | Vilson Dedaj      |
| 31 | Germania (bandiera)             | P     | Niklas Lindenthal |
|    | Turchia (bandiera)              | P     | Ömer Kaya         |
|    | Germania (bandiera)             | P     | Julien Theobald   |
|    | Macedonia del Nord (bandiera)   | C     | Muhamed Demiri    |
|    | Germania (bandiera)             | C     | Arianit Tasholli  |
|    | Bosnia ed Erzegovina (bandiera) | A     | Dino Babovic      |
|    | Svizzera (bandiera)             | A     | Srdan Sudar       |

## Organigramma societario
Area tecnica
- Allenatore: Aziz Sayilir
- Allenatore in seconda:
- Preparatore dei portieri:
- Preparatori atletici:

## Calciomercato

### Sessione estiva
| Acquisti | Acquisti           | Acquisti         | Acquisti |
| R.       | Nome               | da               | Modalità |
| -------- | ------------------ | ---------------- | -------- |
| A        | Deny Gomes         | Timau Basilea    |          |
| D        | Edonis Asani       | FC Solothurn     |          |
| D        | Janic Cucinelli    | Basilea U19      |          |
| P        | Vilson Dedaj       | Iliria Solothurn |          |
| D        | Rafael Disler      | FC Solothurn     |          |
| C        | Adrian Fleury      | FC Solothurn     |          |
| C        | Ruben Kotlar       | San Gallo II     |          |
| P        | Niklas Lindenthal  | Delémont         |          |
| A        | Luftëtar Mushkolaj | Basilea II       |          |
| D        | Kaltrim Osaj       | Wangen bei Olten |          |
| P        | Julien Theobald    | SV Weil          |          |

| Cessioni | Cessioni               | Cessioni     | Cessioni |
| R.       | Nome                   | a            | Modalità |
| -------- | ---------------------- | ------------ | -------- |
| C        | Ruben Kotlar           | Delémont     |          |
| A        | Srdan Sudar            | Delémont     |          |
| A        | Karim Barry            | Sciaffusa    |          |
| D        | Simon Dünki            | YF Juventus  |          |
| D        | Luis Alfredo Gutierrez | Tuggen       |          |
| C        | Jasmin Halac           | Sciaffusa II |          |
| C        | Serkan Korkmaz         | Wil          |          |
| A        | Florian Müller         | Cham         |          |

### Sessione invernale
| Acquisti | Acquisti      | Acquisti           | Acquisti |
| R.       | Nome          | da                 | Modalità |
| -------- | ------------- | ------------------ | -------- |
| A        | Srdan Sudar   | Delémont           |          |
| P        | Florian Fioux | Saint-Louis Neuweg |          |

| Cessioni | Cessioni      | Cessioni | Cessioni |
| R.       | Nome          | a        | Modalità |
| -------- | ------------- | -------- | -------- |
| P        | Sandro Keller | SV Weil  |          |

## Risultati

### Promotion League
| Arbitro: | Piccolo |

|                          |           |  |
| Chihadeh 12’ Cirelli 77’ | Marcatori |  |

| Arbitro: | Huber |

|  |           |             |
|  | Marcatori | 81’ Bunjaku |

| Arbitro: | Rothenfluh |

|                                                |           |                 |
| Stefanovic 35’ (rig.) Kassem 59’ Schiesser 87’ | Marcatori | 80’, 90’ Mbarga |

| Arbitro: | Schärli |

|                    |           |             |
| Akbulut 67’ (rig.) | Marcatori | 19’ Franjic |

| Arbitro: | Turkes |

|                     |           |                               |
| Vesco 30’, 35’, 66’ | Marcatori | 8’, 71’ Rietmann 60’ Shillova |

| Arbitro: | Wolfensberger |

|                                      |           |  |
| Şahin 24’, 73’ Fleury 28’ Ahmeti 33’ | Marcatori |  |

| Arbitro: | Dudic |

|           |           |           |
| Pinga 11’ | Marcatori | 26’ Şahin |

| Arbitro: | Turkes |

|            |           |           |
| Ahmeti 66’ | Marcatori | 86’ Vacco |

| Arbitro: | Ljatifi |

|                                     |           |             |
| Kok 25’ Mejri 76’ (rig.) Ndongo 81’ | Marcatori | 50’ Akbulut |

| Arbitro: | Rothenfluh |

|                 |           |                 |
| Herger 58’, 90’ | Marcatori | 44’, 51’ Ahmeti |

| Arbitro: | Roth |

|  |           |                                                                    |
|  | Marcatori | 20’, 57’ (rig.) Cissé 27’ Dia 32’ Rushenguziminega 73’ (aut.) Osaj |

| Arbitro: | Hänggi |

|                                                     |           |                      |
| Rexhepi 17’ Čavušević 37’ Kamberi 53’, 75’ Odey 90’ | Marcatori | 3’ Mbarga 33’ Ahmeti |

| Arbitro: | Gianforte |

|                         |           |          |
| Akbulut 42’ (rig.), 45’ | Marcatori | 76’ Neün |

| Arbitro: | Ovcharov |

|                            |           |                       |
| Šabanović 24’ Abegglen 50’ | Marcatori | 56’ Fleury 71’ Mbarga |

| Arbitro: | Superczynski |

|                           |           |                     |
| Rietmann 50’ Shillova 83’ | Marcatori | 16’ (rig.) Makshana |

#### Girone di ritorno
| Arbitro: | Ljatifi |

|  |           |                                       |
|  | Marcatori | 4’ Siegrist 54’ Selmani 80’ Sulejmani |

| Arbitro: | Jancevski |

|                               |           |                       |
| Chentouf 18’ Fargues 66’, 75’ | Marcatori | 30’ Akbulut 71’ Asani |

| Basilea 28 marzo 2018, ore 20:00 CEST 18ª giornata | Old Boys Basilea | 0 – 0 referto | Utd Zurigo | Stadion Schützenmatte (133 spett.)\| Arbitro: \| Ovcharov \| |
| Arbitro:                                           | Ovcharov         |               |            |                                                              |

| Arbitro: | Bosnic |

|                             |           |                          |
| Franjic 20’ Ciftci 35’, 65’ | Marcatori | 34’ Rietmann 76’ Akbulut |

| Arbitro: | Hänggi |

|  |           |                       |
|  | Marcatori | 45’ Tausch 90’ Okafor |

| Arbitro: | Superczynski |

|                  |           |  |
| Colocci 88’, 90’ | Marcatori |  |

| Arbitro: | Schärli |

|                                |           |  |
| Mushkolaj 5’, 78’ Rietmann 50’ | Marcatori |  |

| Arbitro: | Skalonja |

|  |           |              |
|  | Marcatori | 63’ Rietmann |

| Arbitro: | Ghisletta |

|                                      |           |  |
| Mushkolaj 43’ Gomes 45’ Rietmann 57’ | Marcatori |  |

| Arbitro: | Gianforte |

|                |           |  |
| Gomes 12’, 51’ | Marcatori |  |

| Arbitro: | Dudic |

|                                                       |           |                             |
| Eleouet 7’, 10’ Cissé 15’ Rushenguziminega 82’ (rig.) | Marcatori | 38’ Akbulut 72’, 76’ Mbarga |

| Arbitro: | Brunner |

|           |           |                         |
| Gomes 10’ | Marcatori | 34’, 76’ Tia 60’ Stahel |

| Arbitro: | Staubli |

|                                         |           |                                |
| Alvarez 4’, 44’ Lambin 53’ Gauthier 79’ | Marcatori | 22’ (rig.) Mbarga 67’ Shillova |

| Arbitro: | von Mandach |

|           |           |           |
| Gomes 81’ | Marcatori | 31’ Shala |

| Arbitro: | Rosset |

|                                             |           |                                                  |
| Makshana 16’ Miani 29’ Morelli 51’ Neto 86’ | Marcatori | 31’ Ahmeti 35’, 64’ Mbarga 37’ Blatter 75’ Gomes |

## Statistiche

### Statistiche di squadra
| Competizione     | Punti | In casa | In casa | In casa | In casa | In casa | In casa | In trasferta | In trasferta | In trasferta | In trasferta | In trasferta | In trasferta | Totale | Totale | Totale | Totale | Totale | Totale | DR  |
| Competizione     | Punti | G       | V       | N       | P       | Gf      | Gs      | G            | V            | N            | P            | Gf           | Gs           | G      | V      | N      | P      | Gf     | Gs     | DR  |
| ---------------- | ----- | ------- | ------- | ------- | ------- | ------- | ------- | ------------ | ------------ | ------------ | ------------ | ------------ | ------------ | ------ | ------ | ------ | ------ | ------ | ------ | --- |
| Promotion League | 32    | 15      | 6       | 4       | 5       | 20      | 19      | 15           | 2            | 4            | 9            | 28           | 41           | 30     | 8      | 8      | 14     | 48     | 60     | -12 |
| Totale           | 32    | 15      | 6       | 4       | 5       | 20      | 19      | 15           | 2            | 4            | 9            | 28           | 41           | 30     | 8      | 8      | 14     | 48     | 60     | -12 |

### Andamento in campionato
| Giornata  | 1  | 2  | 3  | 4  | 5  | 6  | 7  | 8  | 9  | 10 | 11 | 12 | 13 | 14 | 15 | 16 | 17 | 18 | 19 | 20 | 21 | 22 | 23 | 24 | 25 | 26 | 27 | 28 | 29 | 30 |
| --------- | -- | -- | -- | -- | -- | -- | -- | -- | -- | -- | -- | -- | -- | -- | -- | -- | -- | -- | -- | -- | -- | -- | -- | -- | -- | -- | -- | -- | -- | -- |
| Luogo     | T  | C  | T  | C  | T  | C  | T  | C  | T  | T  | C  | T  | C  | T  | C  | C  | T  | C  | T  | C  | T  | C  | T  | C  | C  | T  | C  | T  | C  | T  |
| Risultato | P  | P  | P  | N  | N  | V  | N  | N  | P  | N  | P  | P  | V  | N  | V  | P  | P  | N  | P  | P  | P  | V  | V  | V  | V  | P  | P  | P  | N  | V  |
| Posizione | 15 | 16 | 15 | 15 | 16 | 15 | 11 | 14 | 14 | 14 | 14 | 15 | 14 | 15 | 15 | 15 | 15 | 15 | 15 | 15 | 15 | 15 | 15 | 15 | 14 | 15 | 15 | 15 | 15 | 14 |

Legenda:

Luogo: C = Casa; T = Trasferta. Risultato: V = Vittoria; N = Pareggio; P = Sconfitta.

### Statistiche dei giocatori
| M. Ahmeti     | 20 | 6 | 4 | 0 |
| O. Akbulut    | 26 | 7 | 8 | 1 |
| E. Asani      | 16 | 1 | 6 | 0 |
| D. Babovic    | 0  | 0 | 0 | 0 |
| M. Blatter    | 22 | 1 | 1 | 0 |
| J. Cucinelli  | 10 | 0 | 1 | 0 |
| D. Dedaj      | 13 | 0 | 1 | 0 |
| V. Dedaj      | 7  | 0 | 1 | 0 |
| M. Demiri     | 3  | 0 | 0 | 0 |
| R. Disler     | 8  | 0 | 1 | 0 |
| L. Farenga    | 3  | 0 | 0 | 0 |
| F. Fioux      | 11 | 0 | 1 | 0 |
| A. Fischer    | 13 | 0 | 3 | 0 |
| A. Fleury     | 19 | 2 | 1 | 1 |
| D. Gomes      | 15 | 6 | 1 | 0 |
| Ö. Kaya       | 0  | 0 | 0 | 0 |
| S. Keller     | 5  | 0 | 0 | 0 |
| S. Korkmaz    | 13 | 0 | 1 | 0 |
| R. Kotlar     | 1  | 0 | 0 | 0 |
| V. Leuthard   | 20 | 0 | 2 | 0 |
| L. Limanaj    | 21 | 0 | 4 | 0 |
| N. Lindenthal | 10 | 0 | 1 | 1 |
| V. Mbarga     | 20 | 9 | 3 | 0 |
| L. Mushkolaj  | 17 | 3 | 1 | 0 |
| K. Osaj       | 18 | 0 | 2 | 0 |
| P. Rietmann   | 28 | 7 | 9 | 0 |
| K. Sevinc     | 22 | 0 | 1 | 0 |
| A. Shillova   | 24 | 3 | 4 | 0 |
| S. Sudar      | 4  | 0 | 0 | 0 |
| A. Tasholli   | 0  | 0 | 0 | 0 |
| J. Theobald   | 0  | 0 | 0 | 0 |
| E. Şahin      | 8  | 0 | 0 | 0 |
| S. Şahin      | 20 | 3 | 2 | 0 |